# Welliton de Moraes Coimbra
Welliton de Moraes Coimbra (født 10. november 1984) er en brasiliansk fodboldspiller.